# عنكبوت القلف الدارويني
عنكبوت القلف الدارويني (الاسم العلمي: Caerostris darwini)، نوع من عنكبوت القلف. يُعد أكبر عناكب الغازل المدارية إنتاجًا لشبكات الحرير، يتراوح من 900 إلى 28000 سنتيمتر مربع (140 إلى 4340 متر مربع)، مع خطوط جسرية تمتد حتى 25 متر (82 قدم). تم اكتشاف العنكبوت في مدغشقر في متنزه أنداسيبي-مانتاديا الوطني في عام 2009. حريرها هو أقسى مادة إحيائية تمت دراستها على الإطلاق، هي أكثر من عشر مرات صلابة من قطعة مماثلة الحجم من كيفلار. تم تسمية هذا النوع تكريمًا لعالم الطبيعة تشارلز داروين، مع وصفهُ للكائن بدقة بعد 150 عامًا من نشر كتاب أصل الأنواع، في 24 نوفمبر 2009.